# 田蕙
田蕙（1535年—1610年），字應秀，或字應芳，號绎斋，山西省大同府應州人，民籍。

## 生平
正月二十四日生，行三，治《詩經》，由國子生中式嘉靖四十年（1561年）辛酉科山西鄉試第十三名舉人，萬曆二年（1574年）甲戌科會試第二百八十五名，第三甲第七十八名進士。任陕西蒲城知县，后来擢升为户部主事，十一年十一月升任通政司右参议，转左参议，十八年二月升本司左通政，二十二年九月升通政使，二十七年二月以科道纠拾，冠带闲住。三十八年二月卒。据载，田蕙为人刚正不阿，由于与同僚不合，辞官归乡。回乡后，田蕙编纂了《应州志》，万历二十七年（1599年）刊刻成书。。萬曆三十八年卒，得寿76岁。
田蕙墓位于应县城东的圣水塘村，已列入山西省文物保护单位。

## 家族
曾祖田盛，上林苑監大監丞；祖田天澤，知州；父田維魯，歲貢生；母俞氏。永感下。兄蘭；芹。
田蕙第三子田中显曾娉王家屏之女青嫱，后因病而亡，继娉薛纶第三女。